# CCT6B
CCT6B‏ (Chaperonin containing TCP1 subunit 6B) هوَ بروتين يُشَفر بواسطة جين CCT6B في الإنسان.